# Niedersächsische Künstler der Gegenwart
Niedersächsische Künstler der Gegenwart war eine von 1963 bis 1991 durch das Niedersächsische Kultusministerium verausgabte Zeitschrift zu Zeitgenössischen Kulturschaffenden in Niedersachsen.
Die monografische Reihe, zeitweilig unter der Schriftleitung des Kunsthistorikers Ferdinand Stuttmann und des Journalisten Rudolf Lange, erschien von 1963 bis 1977 bei Muster-Schmidt in Göttingen, 1978 bis 1984 im Westermann-Verlag in Braunschweig und von 1978 bis 1991 in der Edition Libri Artis in Hannover.
Die ab der Nummer 16 als „Neue Folge“ (NF) gezählte Serie fand ihre Fortsetzung in der Zeitschrift Kunst der Gegenwart aus Niedersachsen.